# Deetype Replicas
Deetype Replicas PLC war ein britisches Unternehmen im Bereich Automobile und ehemaliger Automobilhersteller.

## Unternehmensgeschichte
Das Unternehmen wurde am 26. November 1974 in East Hanningfield in der Grafschaft Essex gegründet. Die Produktion von Automobilen und Kits begann. Der Markenname lautete Deetype. Ab 30. Mai 1992 leitete Bryan Frederick Wingfield das Unternehmen. Gleichzeitig, aber nur bis zum 25. November 1992, war Steven Hind Marsh Smith ebenfalls Direktor. Später befand sich der Firmensitz in Chelmsford in Essex. 1999 endete die Produktion. Insgesamt entstanden etwa 26 Exemplare. 2010 wurde das Unternehmen aufgelöst.

## Fahrzeuge

### D-Type Replica
Dies war die Nachbildung eines Jaguar D-Type. Zur Wahl standen Versionen mit langer und kurzer Front. Das Fahrgestell bestand teilweise aus Aluminium. Ein Sechszylindermotor von Jaguar Cars trieb das Fahrzeug an. 1979 betrug der Preis für ein Komplettfahrzeug 23.000 Pfund. Von diesem Modell entstanden bis 1981 etwa 22 Exemplare.

### XK-SS Replica
Auch die Straßenversion des D-Type, der Jaguar XK-SS, war als Nachbildung erhältlich.

### XJ 13 Replica
Dies war ein Nachbau des Jaguar XJ 13. Zwischen 1976 und 1981 entstand lediglich ein Exemplar.

### GT 40
Deetype fertigte zwischen 1996 und 1998 drei Fahrzeuge, die den Ford GT 40 glichen.